# トリフォン・イヴァノフ
トリフォン・イヴァノフ（Trifon Ivanov, ブルガリア語: Трифон Иванов, 1965年7月27日 - 2016年2月13日）は、ブルガリア・ヴェリコ・タルノヴォ出身の元ブルガリア代表サッカー選手。現役時代のポジションはDF。その風貌から付けられたあだ名は『ブルガリアの狼』。二人の娘の父親でもある。

## 経歴
18歳で地元クラブ、FCエタル・ヴェリコ・タルノヴォでキャリアをスタートさせ、1988年にCSKAソフィアへと移籍。その後レアル・ベティスやヌーシャテル・ザマックス、SKラピード・ウィーン、FKアウストリア・ウィーンなどでもプレーした。1996年にはブルガリア最優秀選手にも選ばれた。
ブルガリア代表として2度のワールドカップに招集されるなど、77試合に出場した。1996年以降はキャプテンも務めた。
2016年2月13日、心臓発作のため50歳で死亡した。

## 所属クラブ
- FCエタル・ヴェリコ・タルノヴォ 1983-1988
- CSKAソフィア 1988-1990
- レアル・ベティス 1990
- FCエタル・ヴェリコ・タルノヴォ 1991-1992
- CSKAソフィア 1992-1993
- レアル・ベティス 1993
- ヌーシャテル・ザマックス 1994
- CSKAソフィア 1995
- SKラピード・ウィーン 1995-1997
- FKアウストリア・ウィーン 1997
- CSKAソフィア 1998
- フローリツドルファーAC 1999-2001

## 代表歴

### 出場大会
- ブルガリア代表
  - 1994 FIFAワールドカップ
  - 1998 FIFAワールドカップ

### 試合数
- 国際Aマッチ 76試合 6得点（1988年-1998年）[2]

| ブルガリア代表 | 国際Aマッチ | 国際Aマッチ |
| 年             | 出場        | 得点        |
| -------------- | ----------- | ----------- |
| 1988           | 9           | 1           |
| 1989           | 7           | 1           |
| 1990           | 4           | 0           |
| 1991           | 6           | 1           |
| 1992           | 6           | 0           |
| 1993           | 5           | 1           |
| 1994           | 12          | 1           |
| 1995           | 8           | 0           |
| 1996           | 9           | 0           |
| 1997           | 5           | 1           |
| 1998           | 5           | 0           |
| 通算           | 76          | 6           |

## 獲得タイトル
- ブルガリア・リーグ: 1988-89, 1989-90
- ブルガリア・カップ: 1989
- オーストリア・ブンデスリーガ: 1995-96
- オーストリア・カップ: 1995